# Red Ensign
Red Ensign er betegnelsen for Storbritanniens koffardiflag. Navnet har det fået da flaget består af en rød flagdug hvor unionsflaget, Union Jack, er indsat i det øvre felt ved stangen. 
Flaget kaldes også Red duster, fordi aflagte flag angivelig blev benyttet som klud til rengøring om bord. Navnet Butcher's apron (slagterforklædet) er også kendt, på grund af den britiske kolonihistorie. Tidligere var alle britiske koloniers flag baseret på Red Ensign, deriblandt både Canada og Sydafrika.